# اسحاق بن احمد سامانی
اسحاق بن احمد سامانی یکی از شاهزادگان دودمان سامانیان و پسر احمد بن اسد بود. او پس از مرگ برادرانش نصر و اسماعيل خواهان تاج‌وتخت نشد ولی با درگذشت برادرزاده‌اش احمد بن اسماعیل در سال ۳۰۱ هجری (۹۱۴ میلادی) در آغاز امیریِ نصر دوم سامانی که کودکی خردسال بود، خواهان تاج‌وتخت شد و در سمرقند دست به شورش زد.

## زندگی‌نامه
اسحاق از شاهزادگان خاندان سامانی بود و در نیمه دوم سده ۹ میلادی زاده شد. او برادر اسماعیل یکم سامانی بود و پس از مرگ برادرزاده‌اش احمد سامانی (فرزند اسماعیل)، چون نصر دوم خردسال بود، در سمرقند برابر پایتخت شورید. 
شورش او در دوره‌ای بخارا و سمرقند را دچار آشوب کرد، ولی سرانجام سپاهیان وفادار به نصر دوم و وزیرش ابوالفضل بلعمی توانستند شورش را سرکوب کنند. اسحاق پس از شکست از صحنه کنار رفت و از سرنوشت او پس از آن گزارشی ریز‌بینانه‌ای در بن‌مایه‌های تاریخی نیامده‌است.
تلاش فرزندان اسحاق:
پسرش‌ الیاس‌ در سمرقند به‌ یاری‌ پدر برخاست‌ و پسر دیگرش‌ ابوصالح‌ منصور در نیشابور در برابر نصر برخاست و برخی‌ شهرهای‌ خراسان‌ را گرفت‌.

## تبارنامه
- سامان‌خدا
  -     - اسد بن سامان
      -         - احمد بن اسد
          -             - اسحاق بن احمد سامانی